# 梅本育子
梅本 育子（うめもと いくこ、1930年2月6日 - ）は、日本の作家、詩人。
東京生まれ。本名・矢萩郁子。昭和女子大学附属高等学校中退。はじめ詩を書き、作家・吉田絃二郎の晩年を描いた小説『時雨のあと』を書き、以後は江戸を舞台とした情緒小説を書く。

## 著書
- 『幻を持てる人 詩集』現代詩研究所 1954
- 『火の匂 詩集』国文社 (ピポー叢書)　1956
- 『時雨のあと』講談社 1970-1971
- 『川越夜舟』東京文芸社 1984 のち集英社文庫
- 『浮寝の花』東京文芸社 1987 のち集英社文庫
- 『朝の魔物 詩集』現代詩研究所 1988
- 『桃色月夜』東京文芸社 1988 のち集英社文庫
- 『御殿孔雀 絵島物語』毎日新聞社 1990 のち集英社文庫
- 『花菖蒲』光風社出版 1993 「情炎冷えず」双葉文庫
- 『紋四郎の恋』青樹社 1993 「乱れ恋」双葉文庫
- 『春情浜町川』光風社出版 1995 のち雙葉文庫
- 『恋の濡れ刃 板前弥吉修業旅』光風社出版 1996 のち双葉文庫
- 『天璋院敬子』双葉社 1997 のち文庫
- 『萩灯籠』双葉社 1998 のち文庫
- 『心の流れ 詩画集』勝呂忠画 越後堂 1998
- 『邪恋梅雨』双葉文庫　2000
- 『赤い金魚』徳間文庫　2001
- 『竹久夢二』双葉文庫　2002
- 『浮寝の花 江戸情念小説』双葉社 2003

## 参考
- 文藝年鑑2007